# جيمس ووكر (مجدف)
جيمس ووكر هو مجدف كندي، ولد في 21 يناير 1949 في هاميلتون في كندا.

## وصلات خارجية
- جيمس ووكر على موقع الاتحاد الدولي للتجديف (الإنجليزية)
- جيمس ووكر على موقع أوليمبيديا (الإنجليزية)